# Jacques Linard

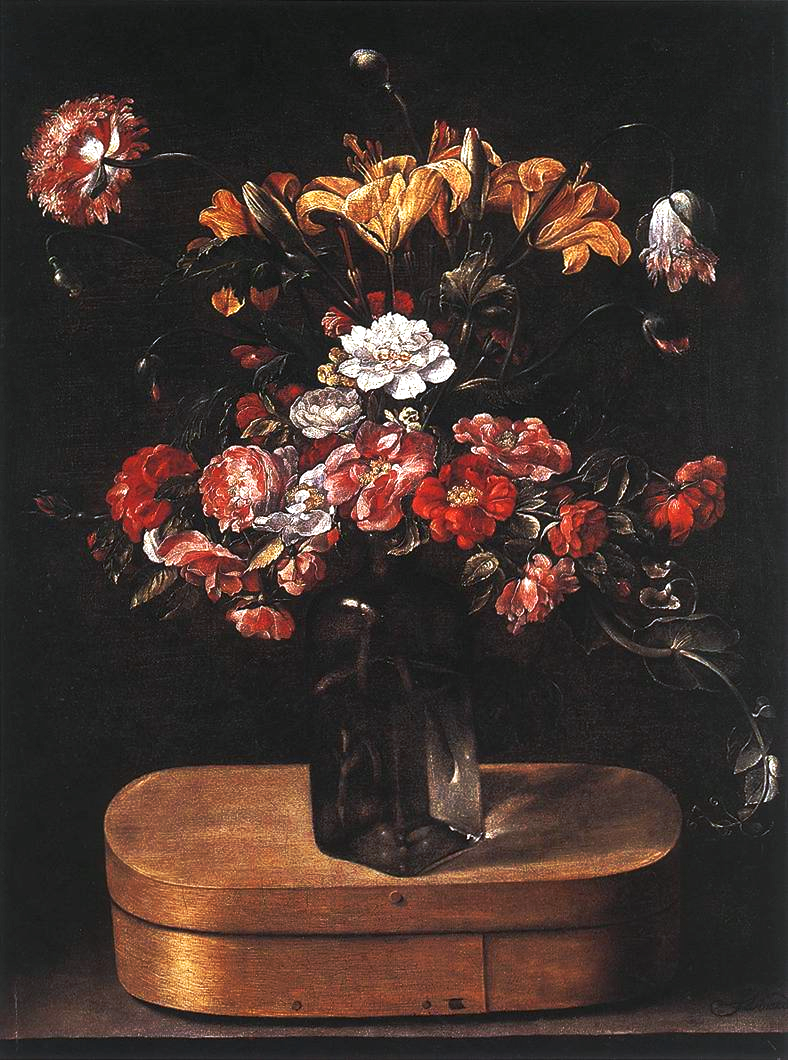
Jacques Linard, Bukiet na drewnianym pudełku (ok. 1640)

Jacques Linard (ur. w 1597 w Troyes, zm. w 1645 w Paryżu) – francuski malarz okresu baroku.
Był synem malarza. Aktywny w Paryżu od 1620. W 1626 ożenił się z córką malarza Marguerite Trehoire. Malował martwe natury kwiatowe, wanitatywne oraz alegorie pięciu zmysłów.

## Wybrane dzieła
- Alegoria pięciu zmysłów (1638 – Musée des Beaux-Arts de Strasbourg
- Alegoria pięciu zmysłów lub Cztery żywioły (1627) – Paryż, Luwr
- Bukiet na drewnianym pudełku (ok. 1640) – Karlsruhe, Kunsthalle
- Chińska waza z kwiatami (1640) – Madryt, Muzeum Thyssen-Bornemisza
- Kosz kwiatów – Paryż, Luwr
- Tulipany (1638) – Musée des Beaux-Arts de Strasbourg
- Vanitas (ok. 1644) – Madryt, Prado